# Cinthia Bouhier
Cinthia Bouhier (Angers, 24 de enero de 1979) es una deportista francesa que compitió en natación sincronizada. Ganó dos medallas en el Campeonato Europeo de Natación, plata en 1999 y bronce en 2000.

## Palmarés internacional
| Campeonato Europeo | Campeonato Europeo   | Campeonato Europeo | Campeonato Europeo |
| Año                | Lugar                | Medalla            | Prueba             |
| ------------------ | -------------------- | ------------------ | ------------------ |
| 1999               | Estambul (Turquía)   | Medalla de plata   | Equipo             |
| 2000               | Helsinki (Finlandia) | Medalla de bronce  | Equipo             |